# Norman Levinson
Pour les articles homonymes, voir Levinson.
Norman Levinson (11 août 1912, Lynn, Massachusetts — 10 octobre 1975, Boston) est un mathématicien américain. Il est connu pour avoir étudié les transformées de Fourier, l'analyse complexe, les équations différentielles non linéaires, la théorie des nombres et le traitement du signal. Il a travaillé étroitement avec Norbert Wiener au début de sa carrière.

## Biographie
Norman reçoit un bachelor's degree et un master's degree en électrotechnique au MIT en 1934, où il suit les cours de Norbert Wiener. Il obtient la bourse Redfield Proctor du MIT pour aller étudier à l'université de Cambridge, avec l'assurance que le MIT lui discernerait un PhD quels que soient ses résultats à Cambridge. Durant les quatre premiers mois à Cambridge, il publie déjà deux articles. En 1935, il reçoit un doctorat en mathématiques du MIT.
Il rejoint le Massachusetts Institute of Technology en 1937. En 1954, il reçoit le prix Bôcher de l'American Mathematical Society.
Dans les années 1960, il publie une démonstration du théorème des nombres premiers plus élémentaire que la preuve d'Erdős et Selberg publiée vingt ans plus tôt.
En 1974 il publie un article prouvant que plus du tiers des zéros de la fonction zêta de Riemann sont dans la bande critique, un résultat amélioré plus tard de 2/5 par Brian Conrey (en).
Il meurt en 1975 d'une tumeur au cerveau. Les doctorants de Norman Levinson sont notamment Raymond Redheffer et Harold Shapiro.

## Publications
- Earl A. Coddington et Norman Levinson, Theory of ordinary differential equations, McGraw-Hill Book Company, Inc., New York-Toronto-London, 1955, 429 p. (ISBN 978-0-89874-755-3, MR 0069338, lire en ligne)
- Norman Levinson, Selected papers of Norman Levinson. Vol. 1, Boston, MA, Birkhäuser Boston, coll. « Contemporary Mathematicians », 1998, 1085 p. (ISBN 978-0-8176-3862-7, MR 1491093, lire en ligne)
- Norman Levinson, Selected papers of Norman Levinson. Vol. 2, Boston, MA, Birkhäuser Boston, coll. « Contemporary Mathematicians », 1998, 552 p. (ISBN 978-0-8176-3979-2, MR 1491093, lire en ligne)